# Buki (Białoruś)
Buki (biał. Букі; ros. Буки) – wieś Białorusi, w obwodzie witebskim, w rejonie szarkowszczyńskim, w sielsowiecie Radziuki.

## Historia
W czasach zaborów wieś i dobra w granicach Imperium Rosyjskiego.
W dwudziestoleciu międzywojennym folwark i wieś leżała w Polsce, w województwie wileńskim, w powiecie duniłowickim (od 1926 postawskim), w gminie Łuck (od 1927 gmina Kozłowszczyzna).
Według Powszechnego Spisu Ludności z 1921 roku zamieszkiwało
- wieś  – 176 osób, 175 było wyznania rzymskokatolickiego, a 1 prawosławnego. Jednocześnie wszyscy mieszkańcy zadeklarowali polską przynależność narodową. Było tu 31 budynków mieszkalnych[4]. W 1931 w 35 domach zamieszkiwało 178 osób[5].
- folwark  – 39 osób, 175 było wyznania rzymskokatolickiego, a 1 prawosławnego. Jednocześnie wszyscy mieszkańcy zadeklarowali polską przynależność narodową. Były tu 2 budynki mieszkalne[4]. W 1931 w 4 domach zamieszkiwały 33 osoby[5].

Miejscowość należała do parafii rzymskokatolickiej w Mosarzu. Podlegała pod Sąd Grodzki w Duniłowiczach i Okręgowy w Wilnie; właściwy urząd pocztowy mieścił się w Mosarzu.
W 1938 roku miejscowość należała do gromady Buki gminy Kozłowszczyzna.